# Gunasekara ramboda
Gunasekara ramboda är en spindelart som beskrevs av Pekka T. Lehtinen 1981. Gunasekara ramboda ingår i släktet Gunasekara och familjen Tetrablemmidae.
Artens utbredningsområde är Sri Lanka. Inga underarter finns listade i Catalogue of Life.